# Сант'Андреа ди Сорбело (Арецо)
Сант'Андреа ди Сорбело је насеље у Италији у округу Арецо, региону Тоскана.
Према процени из 2011. у насељу је живело 12 становника. Насеље се налази на надморској висини од 289 м.